# Zygota bensoni
Zygota bensoni är en stekelart som beskrevs av Nixon 1957. Zygota bensoni ingår i släktet Zygota, och familjen hyllhornsteklar. Arten är reproducerande i Sverige.